# مقر اليونسكو
مقر اليونسكو أو مركز التراث العالمي ، هو مبنى تم افتتاحه في 3 نوفمبر 1958 في باريس ، فرنسا ، ليكون بمثابة المقر الرئيسي لمنظمة الأمم المتحدة للتربية والعلم والثقافة (اليونسكو). وهو مبنى متاح للزيارة الدائمة.

## التصميم
كان تصميم مبنى مقر اليونسكو عبارة عن عمل مشترك لثلاثة مهندسين معماريين: برنارد زيرفوس (فرنسا) ، ومارسيل بروير (المجر) ، وبيير لويجي نيرفي (إيطاليا). وجرى التحقق من صحة الخطط أيضًا من قبل لجنة دولية مؤلفة من خمسة مهندسين معماريين مؤلفة من لوسيو كوستا (البرازيل) ، وولتر غروبيوس (ألمانيا / الولايات المتحدة) ، ولو كوربوزييه (فرنسا) ، وسفين ماركيليوس (السويد) وإرنستو ناثان روجرز (إيطاليا) ، بالتعاون من إيرو سارينين (فنلندا).

بانوراما باريس من أعلى مركز التراث العالمي